# Ramalina stoffersii
Ramalina stoffersii é uma espécie de líquen da família Ramalinaceae. Foi descrito cientificamente em 2011.